# Gianni Smaniotto
Gianni Smaniotto (Cismon del Grappa, 7 dicembre 1944 – Francoforte sul Meno, 8 dicembre 1995) è stato un imprenditore italiano.

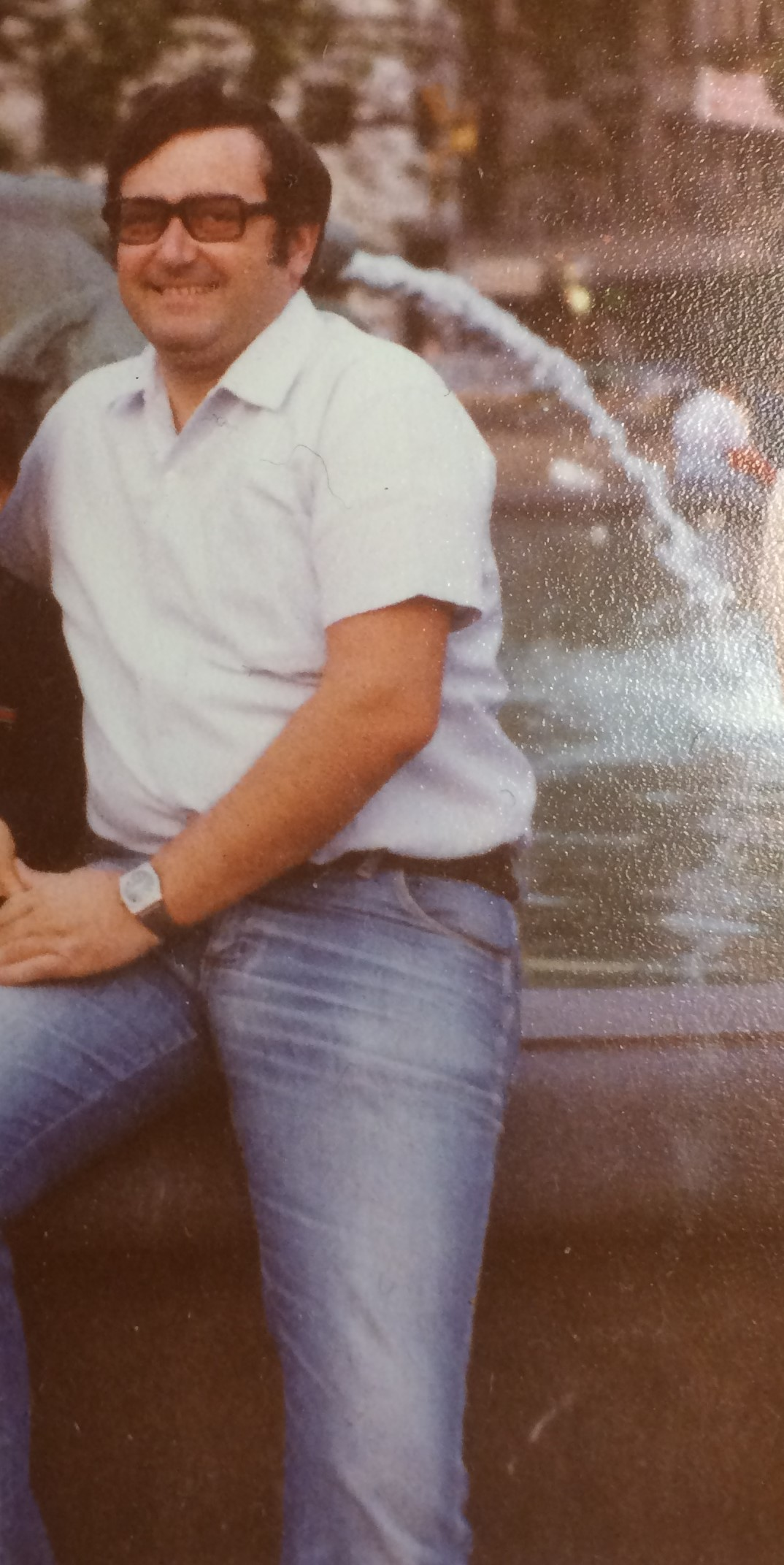
Londra 1979

Fondatore di Hyphen (1978), l'azienda bolognese che introdusse nei giornali e nell'industria editoriale in genere nuove idee lungimiranti inventando sistemi editoriali che hanno cambiato il precedente assetto e consentito l'impaginazione elettronica dei giornali.
Tecnicamente era uno dei massimi nomi nel mondo della prestampa. È stato un imprenditore italiano con una vera vocazione internazionale. Anticipatore dell'era di internet, i suoi sistemi editoriali erano proiettati verso una tecnologia all'avanguardia.
Ricordato per il suo entusiasmo, genialità e generosità, è stato uno dei protagonisti della rivoluzione delle arti grafiche avvenuta tra gli anni '70 e l'inizio degli anni '90.
Alla fine degli anni '80 ha spostato il quartier generale dell'azienda da Bologna (Italia) a Londra (UK). La sua vita era divisa tra Bologna (Italia), Milano (Italia), Londra (UK) e Boston (USA) ma viaggiava continuamente per recarsi presso le redazioni dei giornali più importanti del mondo.
A Bologna vivevano la moglie Anna (17 dicembre 1939 - 25 dicembre 1998) e i figli, Alessandro (1973) ed Elisabetta (1976).
È ricordato nel settore della carta stampata per la sua chiara visione dei problemi e della loro logica soluzione in un contesto di velocissimo sviluppo tecnologico.
Gianni Smaniotto, laureato in economia e commercio, durante gli anni dell'Università aveva lavorato per IBM a Milano; in seguito era diventato direttore tecnico de Il Giornale d'Italia (1901-1976) a Roma per poi trasferirsi a Bologna e lavorare presso la Poligrafici Editoriale.
È morto in aereo (in Germania), il giorno dopo il suo cinquantunesimo compleanno, mentre tornava in Italia dal Canada dove era stato per lavoro.
I sistemi editoriali di Gianni Smaniotto erano entrati in tremila/quattromila tipografie di tutto il mondo e, in Italia, nelle tipografie di testate del calibro de: IPZS – Istituto Poligrafico e Zecca dello Stato Roma; Fiat Torino; L’Osservatore Romano Vaticano; Tipografia Vaticana; ILTE – Industria Libraria Tipografica Editrice Torino; Seat PG - Seat Pagine Gialle Torino; SAT Roma; Il Mattino dell'Alto Adige; L'Eco di Bergamo; L'Unità; Messaggero Veneto; Il Mattino di Padova; L'Indipendente di Milano (e Roma); La Voce (Roma e Milano) - Piemmei; Gazzetta di Parma; Libertà di Piacenza; Paese Sera; Bardi – Tipografia del Senato Roma; L'Unione Sarda; Guida Monaci Roma; La Stampa di Torino; La Voce Repubblicana Roma; L'Adige di Trento; CEU - Casa Editrice Universo Milano; Tipografia Antoniana; Monotipia Olivieri Milano; Fotocomposer Roma; Emilcomp Battipaglia; AGF – Arti Grafiche Friulane; Tipografia Missio Udine; Istituto S. Zeno; Lancio (fotoromanzi); Editoriale Fato – totocorriere; Giornale Il Cavallo (Cavalli e Corse); Athesia Druck Bolzano.
Vantava clienti di primissimo livello anche all'estero tra cui Poligrafo Mozhaiskom (Soyuzpoligrafproma), uno dei più noti Poligrafici dello Stato Sovietico, sito nella città Mozhaysk (a circa 100 km ad ovest di Mosca), la tipografia principale dell'editore Progress (Прогресс), che stampava propaganda e libri per l'USSR per tutto il mondo, in tutte le lingue.
Aveva uffici in tutto il mondo tra cui: Bologna, Milano, Roma, Parigi, Londra, Amsterdam, Helsinki, Sydney, Boston, Miami.